# Александровачко језеро
Александровачко језеро је вештачка акумулација на 7-8 km југозападно од Врања. Дуго је 500 m, највећа ширина му је 250 m, површина облика елипсе износи око 0,12 km2. Просечна дубина је око 2,5 m. Направљено је 1964. године, за потребе наводњавања по систему „кап по кап“ пољопривредног комбината „Пољопродукт“, који се првобитно старао о језеру.
Језеро је некада било омиљено излетиште Врањанаца. Потом је дуго времена било запуштено. У више наврата је било великих помора рибе, више пута је урађивано, према различитим техничким решењима и порибљавано. Последњи велики помор рибе догодио се у децембру 2012. године, испод залеђеног језера.
Водама језера газдује Удружење риболоваца „Ветерница“ из Лесковца